# Jimmy Chin

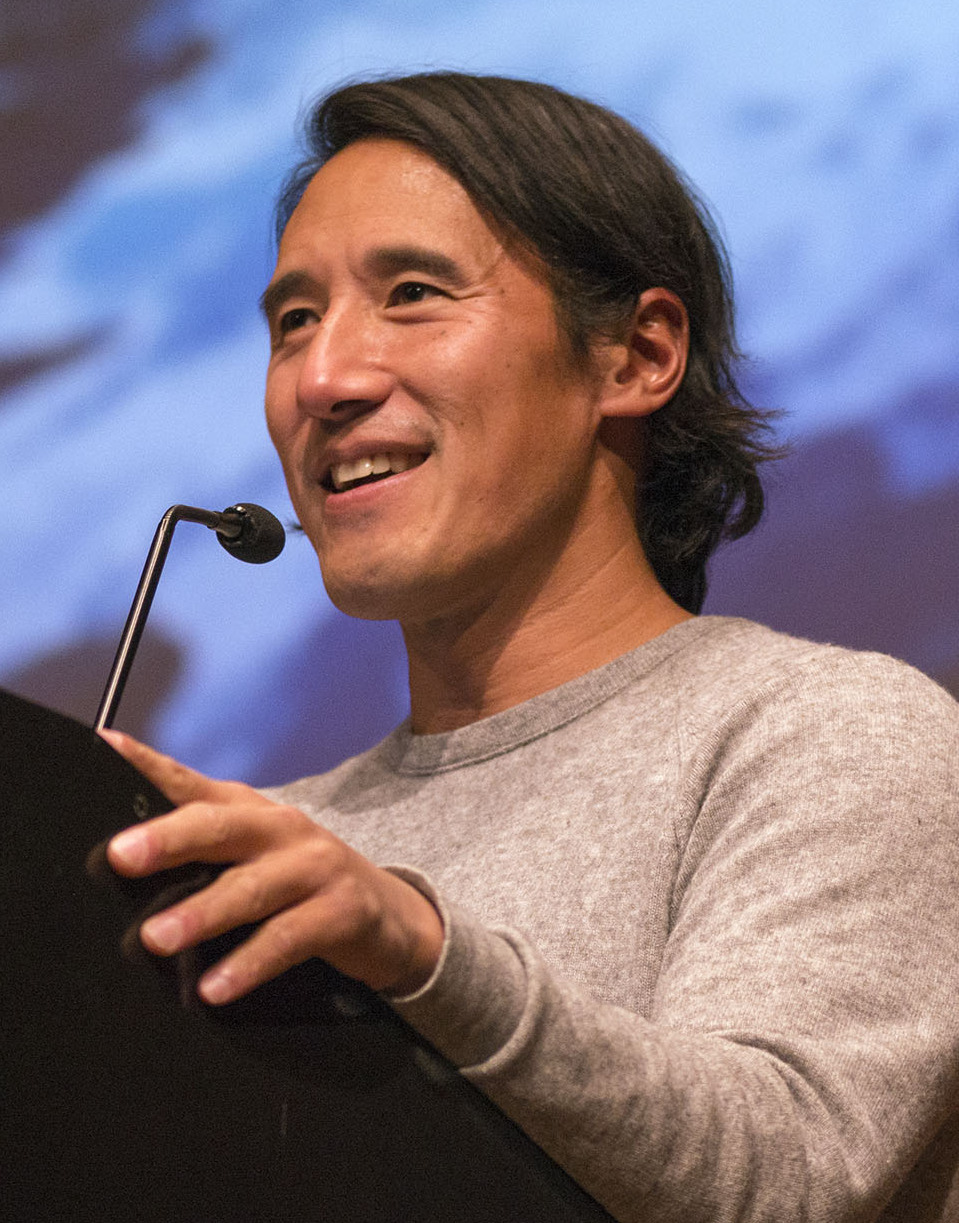
Jimmy Chin 2014

Jimmy Kuo Wei Chin (* 12. Oktober 1973 in Mankato, Minnesota) ist ein US-amerikanischer Extremsportler, Fotograf, Autor und Filmschaffender, vor allem von Dokumentarfilmen. Für die Dokumentation Free Solo wurde er 2019 mit dem Oscar für den besten Dokumentarfilm ausgezeichnet und für die Dokumentation The Rescue wurde er mit zwei Emmys ausgezeichnet.

## Familie und Jugend
Der Sinoamerikaner wuchs als Kind von zwei Bibliothekaren auf. In seiner Kindheit sprach er Englisch und Mandarin und nahm an Wettbewerben im Schwimmen und Taekwondo teil. Sein Interesse am Bergsteigen wurde bei einem Urlaub im Glacier National Park geweckt.

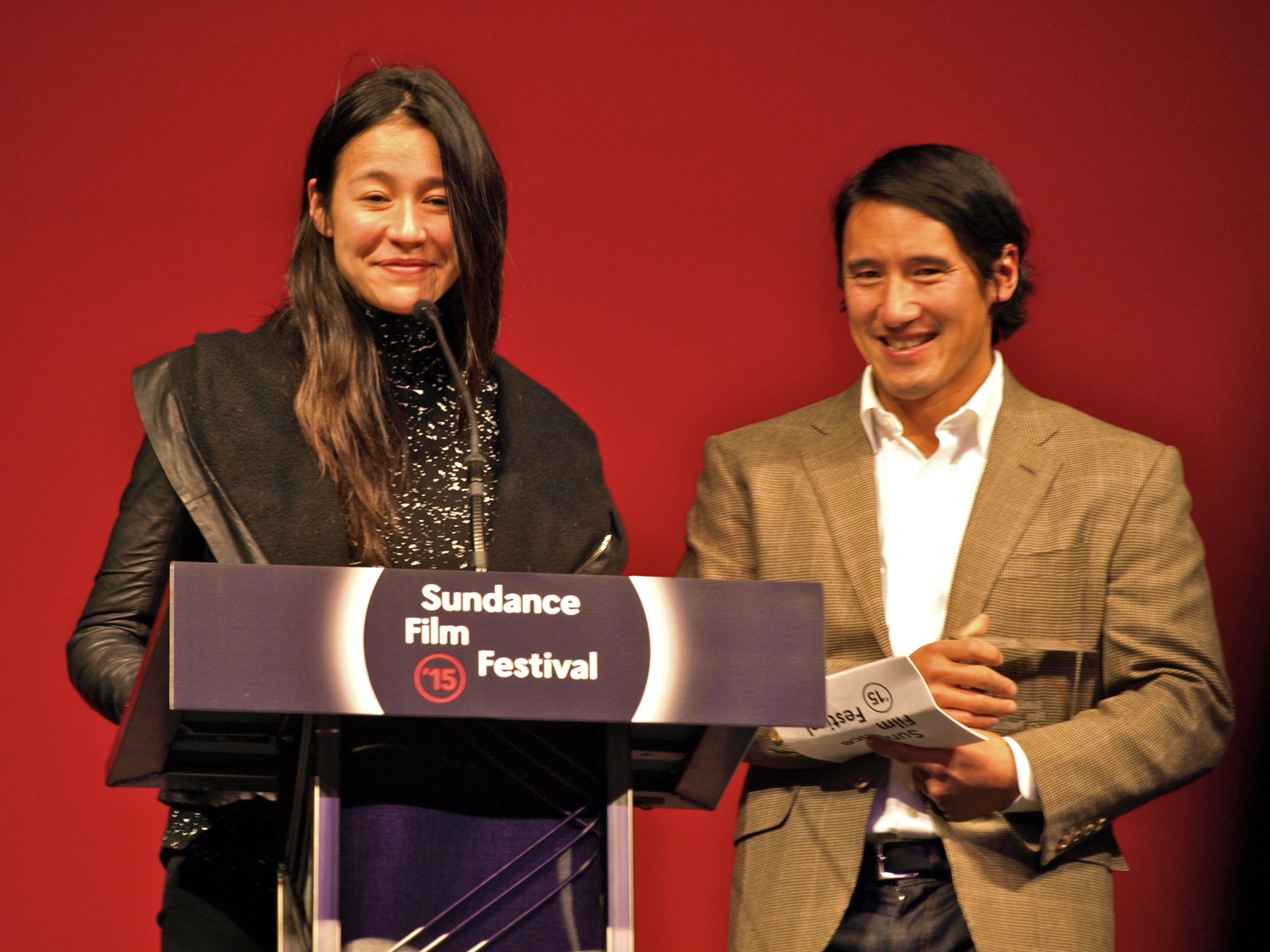
Elizabeth Chai Vasarhelyi und Jimmy Chin 2015

Jimmy Chin ist mit Elizabeth Chai Vasarhelyi verheiratet. Das Paar hat zwei Kinder und lebt in Jackson Hole in Wyoming. Sie hatten über die Arbeit an dem Dokumentarfilm Meru zueinander gefunden.

## Werdegang
Nach seinem Studium zog Jimmy Chin nach Kalifornien zum Yosemite-Nationalpark, um dort seine Kletterleidenschaft auszuleben. Er lebte von Gelegenheitsjobs und begann seine Fotografenkarriere, indem er begann Fotos zu verkaufen.
Chin begleitete zahlreiche Expeditionen und fotografierte und filmte diese.
2002 begleitete Chin als Kameramann im Auftrag von National Geographic eine Expedition zur Durchquerung des Changthang-Hochlandes. Im folgenden Jahr versuchte er den Mount Everest ohne Sauerstoff zu besteigen. 2004 filmte und fotografierte er für Universal Pictures die Besteigung dieses Berges durch Ed Viesturs und David Breashears. Er begleitete und dokumentierte später Viesturs bei dessen Besteigung des Annapurna. 2006 filmte er auf Skiern die Abfahrt Kit DesLauriers Skiabfahrt vom Mount Everest. Anfang 2020 war er in der Antarktis mit einer Gruppe, die die zwei höchsten Berge des Kontinents mit Skiern befuhren.
2008 begannen Jimmy Chin und Conrad Anker ein Projekt zur Besteigung des Meru im Himalaya, zunächst erfolglos.
Gemeinsam mit Conrad Anker und Renan Ozturk bestieg Chin 2011 den Mittelgipfel des Meru im Himalaya erstmals über die Nordostwand. Hieraus entstand, nachdem 2012 die Filmemacherin Elizabeth Chai Vasarhelyi hinzugewonnen werden konnte, der 2015 erstmals auf dem Sundance Film Festival gezeigte Dokumentarfilm Meru. Meru wurde in die engere Auswahl für die Nominierungen für die Oscarverleihung 2016 aufgenommen. Der Film gewann den Publikumspreis für den besten Dokumentarfilm beim Sundance Festival.
Mit dreijähriger Vorbereitung erstellten Jimmy Chin und Elizabeth Chai Vasarhelyi die Filmdokumentation zu Alex Honnolds Free-Solo-Besteigung des El Capitan im Yosemite National Park 2017. Für den daraus entstandenen Film Free Solo wurden die Eheleute 2019 mit dem British Academy Film Award für den besten Dokumentarfilm und dem Oscar für Dokumentarfilme ausgezeichnet
Im September 2021 wurde die Dokumentation The Rescue über die Rettungsaktion in der Tham Luang 2018 erstmals auf dem Teluride Film Festival gezeigt und kam im folgenden Oktober in die Kinos. Das Ehepaar hatte drei Jahre an dem Film gearbeitet. Für die Dokumentation The Rescue wurden Jimmy Chin und Chai Vasarhelyi 2022 mit den Emmys für Outstanding Direction: Documentary und Outstanding Current Affairs Documentary ausgezeichnet.
2023 feierte der von Chin und seiner Ehefrau produzierte Spielfilm Nyad über Diana Nyad beim Telluride Film Festival Premiere.
Im September 2024 war er mit einem Dokumentarteam an einer Besteigung des 
Mount Everest beteiligt, bei der Überreste des bei einer Mount-Everest-Besteigung 1924 verunglückten Andrew Irvine gefunden wurden.